# Woluwe-Saint-Lambert/Sint-Lambrechts-Woluwe
Woluwe-Saint-Lambert (französisch) oder Sint-Lambrechts-Woluwe (niederländisch) ist eine von 19 Gemeinden der zweisprachigen Region Brüssel-Hauptstadt in Belgien. Die Gemeinde hat 60.771 Einwohner (1. Januar 2024) auf 7,2 Quadratkilometern. Sie wird vom Woluwebach durchflossen. Die Gemeinde liegt im Osten der Hauptstadt und grenzt an die Brüsseler Gemeinden Woluwe-Saint-Pierre/Sint-Pieters-Woluwe, Etterbeek, Schaerbeek/Schaarbeek und Evere sowie an die flämische Gemeinde Kraainem. Namensgebend für die Gemeinde sind der Bach Woluwe und die katholische Kirchengemeinde St. Lambert, benannt nach dem heiligen Lambert von Lüttich.

## Gemeinde
Woluwe-Saint-Lambert/Sint-Lambrechts-Woluwe ist vorwiegend eine Wohngemeinde mit hohem Ausländeranteil, insbesondere aus EU-Ländern. Im Osten der Gemeinde befindet sich die medizinische Fakultät der Université catholique de Louvain. Auf dem Campus befinden sich mehrere Restaurants und Kneipen, die auch bei Schülern der naheliegenden Europäischen Schule Woluwe beliebt sind. Darüber hinaus haben sich viele High-Tech-Unternehmen, Radio- und Fernsehstationen (z. B. RTL) in der Gemeinde angesiedelt. Das 2006 eröffnete Wolubillis ist das neue Kulturzentrum der Gemeinde, dessen Theater fast 500 Zuschauern Platz bietet. Einkaufsmöglichkeiten befinden sich in der Avenue Georges Henri/Georges Henrilaan und im Woluwe Shopping Centre. Einige der Hauptachsen der Gemeinde sind nach berühmten belgischen Staatsmännern benannt, so z. B. nach Broqueville und Hymans.
Die Linkedemühle (Lindekemale) am Woluwebach, erstmals erwähnt 1129, ist eine besondere Sehenswürdigkeit der Gemeinde, ebenso wie das neoklassizistische Malouschloss 1776 und der Spatzenhof Hof ter Musschen nahe dem Bach. Die romanische St. Lambertikirche mit Turm aus dem 12. Jahrhundert und das im Art-déco-Stil der 1930er Jahre gebaute Gemeindehaus sind weitere architektonische Besonderheiten.
Die U-Bahn-Linie 1 erschließt die Gemeinde mit sieben Bahnhöfen (Josephine-Charlotte, Gribaumont, Tomberg, Roodebeek, Vandervelde, Alma und Kraainem/Crainhem). Die Premetro Brüssel tangiert mit den Linien 7 und 25 das Gemeindegebiet, wo zudem auch die Tramlinie 8 endet. Für die Feinerschließung sorgen zahlreiche Buslinien.

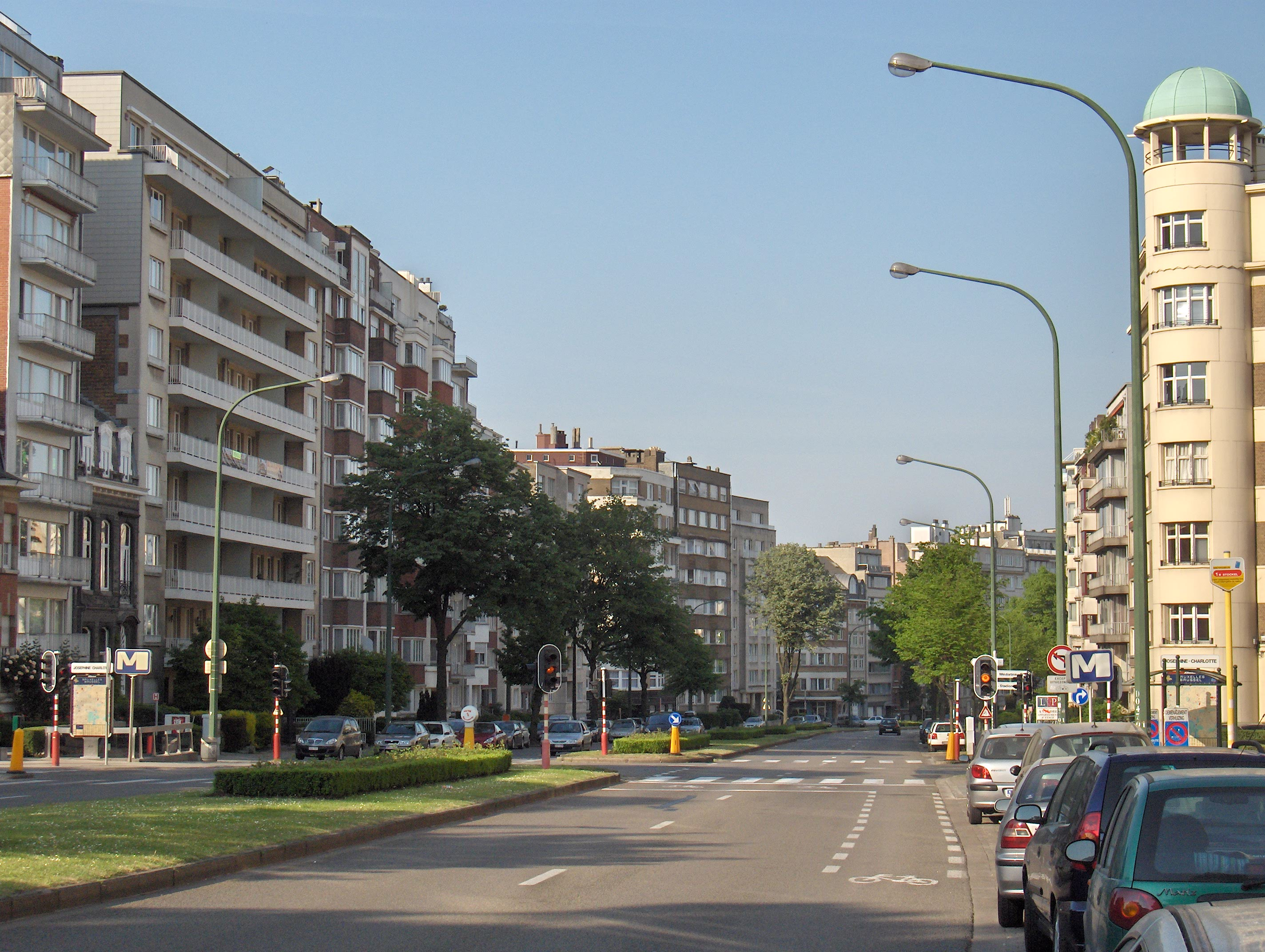
Die prestigeträchtige Avenue de Broqueville/Broquevillelaan ist eine der Hauptverkehrsadern der Gemeinde. Die Metro folgt dem Straßenverlauf im Untergrund.
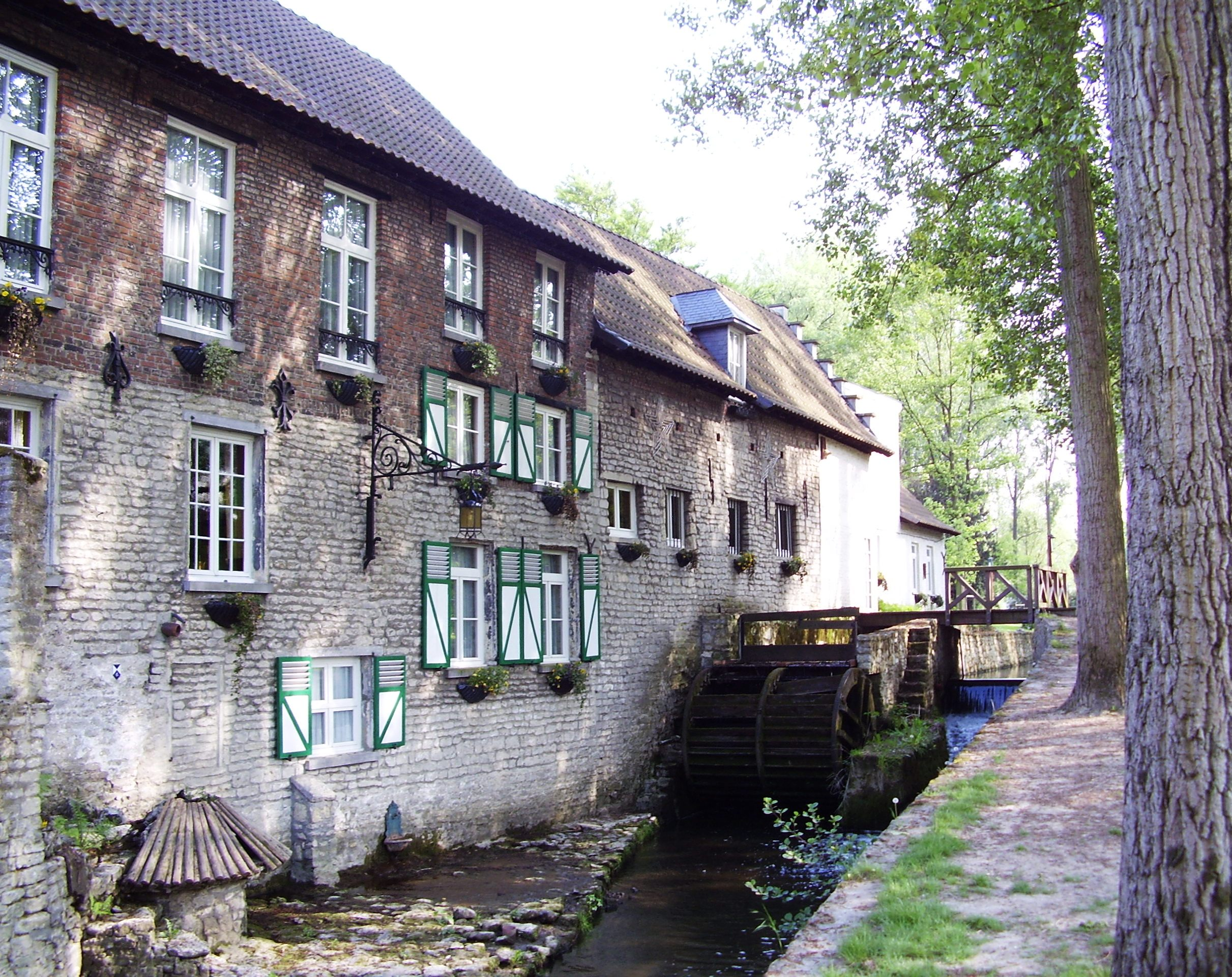
Die Lindekemühle (Lindekemale) am Woluwebach
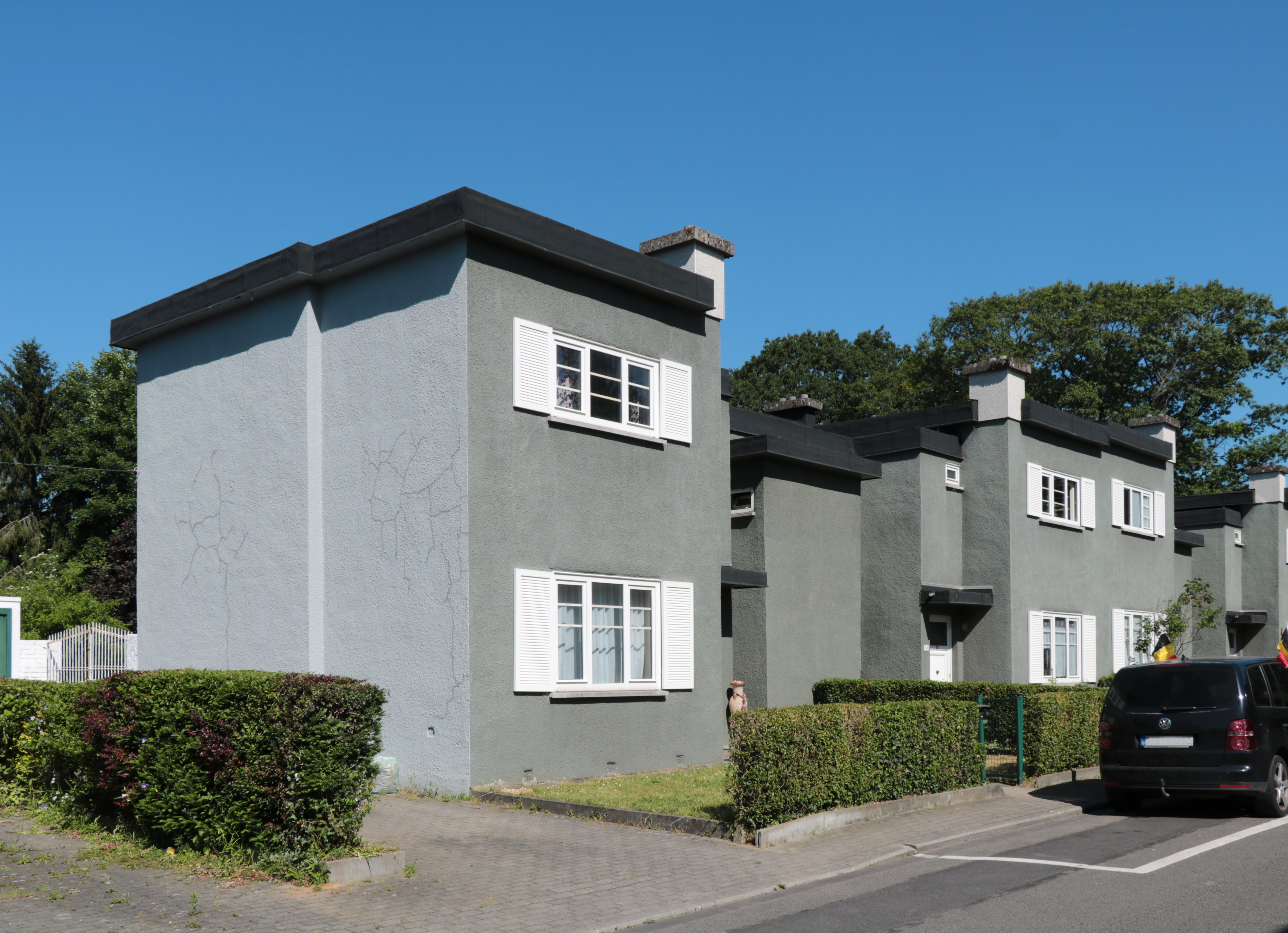
Gartenstadt Kapelleveld

## Politik

### Stadtrat
- PS – Vooruit: 2
- Ecolo – Gr: 4
- DéFI: 21
- MR – OVLD: 8
- LE: 4

Trotz absoluter Mehrheit schloss sich DéFI mit LE zusammen.
- PS – Vooruit: 5
- Ecolo – Gr: 20
- PS – Vooruit – Eco – Gr – LE: 16
- DéFI: 107
- MR – OVLD: 18
- LE: 16
- Sonst.: 1

Auch hier hätte DéFI eine absolute Mehrheit.

## Site de la Mémé in Woluwe-Saint-Lambert
Von 1970 bis 1976 wurde nach der Planung des Architekten Lucien Kroll das Projekt Site de la Mémé in Woluwe-Saint-Lambert, auch bekannt als UCLouvain Woluwe, realisiert. Dieses Stadtprojekt, das von 1970 bis 1976 als Erweiterung des Campus der Katholischen Universität Löwen (UCL) errichtet wurde, besteht aus mehreren Bereichen: Gärten, Wegen und Stegen sowie den Gebäuden des Ärztehauses (französisch Maison Médicale la Mémé), dem Rathaus, der Schule Chapelle-aux-champs, der Mensa und dem Wirtschaftsgebäude.

## Städtepartnerschaften
Woluwe-Saint-Lambert/Sint-Lambrechts-Woluwe hat zwei Partnerstädte: Meudon (Frankreich) seit 1958 und M’Bazi (Ruanda) seit 1970.

## Söhne und Töchter der Gemeinde
- Georges de Bourguignon (1910–1989), Fechter
- Olivier Maingain (* 1958), Politiker
- Olivia Borlée (* 1986), Leichtathletin
- Jonathan Borlée (* 1988), Leichtathlet
- Kevin Borlée (* 1988), Leichtathlet
- Dylan Borlée (* 1992), Leichtathlet
- Eliot Matazo (* 2002), Fußballspieler
- Luca Van Assche (* 2004), französischer Tennisspieler